# Roy Petermann
Roy Petermann (* 10. Oktober 1957 in Hamburg) ist ein deutscher Koch.
Er wuchs in Hamburg auf. Seine Entscheidung, Koch zu werden, entstand durch den Kontakt zu seinem in der Schweiz lebenden Onkel Horst Petermann. Er folgte ihm in die Schweiz und war dort fünf Jahre tätig. Weitere berufliche Stationen waren das Landhaus Scherrer in Hamburg unter Leitung von Heinz Otto Wehmann und das Landhaus Dill, ebenfalls an der Elbchaussee in Hamburg, sowie das Restaurant Weingut Nack in Gau-Bischofsheim.
Im Jahr 1990 machte er sich in Lübeck selbständig. Er führt dort als Maître de Cuisine mit seiner Frau Manuela das Restaurant Wullenwever in der Beckergrube, das mit einem Michelin-Stern, 17 Gault-Millau-Punkten, drei Feinschmecker-Punkten und drei Varta-Diamanten ausgezeichnet ist. Es befindet sich in einem Patrizierhaus aus dem Jahr 1585.
Petermann verwendet bevorzugt regionale Produkte. Im Jahre 1991 gehörte er zu den Gründungsmitgliedern der deutschen Sektion der Jeunes Restaurateurs d’Europe.

## Mitgliedschaften
- Jeunes Restaurateurs d’Europe (Gründungsmitglied)[3]